# Holmium
Holmium (efter Stockholms latinske navn Holmia) er det 67. grundstof i det periodiske system, og har det kemiske symbol Ho: Under normale temperatur- og trykforhold optræder dette lanthanid som et blødt, sølvskinnende metal.

## Egenskaber
Holmium er nogenlunde modstandsdygtigt overfor iltning ("rust") i tør atmosfærisk luft, men i fugtig luft eller ved højere temperaturer angribes det hurtigt, og danner et gulligt oxid. Ved temperaturer over 150 °C antændes metallet, og danner holmiumsesquioxid (Ho2O3). Holmium reagerer med vand under dannelse af gasformig brint samt holmiumhydroxid, og kan opløses i uorganiske syrer hvorved der også dannes brint. I vandige opløsninger danner holmium en kation, Ho+++, som farver opløsningen gul.
Holmium har en række usædvanlige magnetiske egenskaber, bl.a. det højeste magnetiske moment blandt alle naturligt forekommende grundstoffer. Sammen med yttrium danner det stærk magnetiske stoffer.

## Tekniske anvendelser
Holmiums specielle magnetiske egenskaber udnyttes blandt andet i kerner til de elektromagneter der danner de stærkeste kunstigt skabte magnetfelter. Legeringer af holium og jern, nikkel og kobolt blev tidligere brugt i magnetboblehukommelse. Det høje magnetiske moment gør holmium egnet til diodelasere der bruges i blandt andet medicinsk udstyr.
Holmium kan absorbere de neutroner der dannes ved fissionsprocesserne i en atomreaktor, og bruges derfor i kontrolstænger til atomreaktorer.
Holmiumoxid bruges som et gult farvestof i glas.

## Historie
Holmium blev først konstateret ad spektroskopisk vej i 1878, af Marc Delafontaine og Jacques Louis Soret; de kaldte det dengang ukendte grundstof for "Grundstof X". Samme år, men uafhængigt af Delafontaine og Soret, fandt Per Teodor Cleve stoffet i en prøve af "erbia-jord" (erbiumoxid).
Cleve brugte en metode som Carl Gustaf Mosander havde udviklet: Han fjernede alle de kendte "urenheder", og endte med to stoffer; et grønt og et brunt. Det grønne kaldte han for thulia, og det brune for holmia, efter Stockholms latinske navn Holmia. Senere har det vist sig, at det grønne stof var thuliumoxid, og det brune holmiumoxid.

## Forekomst og udvinding
Som de øvrige sjældne jordarter forekommer holmium aldrig i fri, metallisk form i naturen, men i kemiske forbindelser sammen med andre sjældne jordarter, i mineraler som gadolinit og monazit. Man mener at 1,3 gram per ton af Jordens skorpe udgøres af holmium.
Kommercielt udvindes holmium fra mineralet monazit ved en ionbytningsproces, men på grund af de meget ens kemiske egenskaber er det stadig meget svært at skille de sjældne jordarter helt fra hinanden.

## Isotoper af holmium
Naturligt forekommende holmium består af én stabil isotop; holmium-165 — hertil kendes et antal radioaktive isotoper, hvoraf den mest langlivede er holmium-163 med en halveringstid på 4570 år. Alle andre radioaktive Holmium-isotoper har halveringstider under 1,117 døgn, og de fleste er på under 3 timer.